# Método de Castigliano
O método de Castigliano, devido a Carlo Alberto Castigliano, é um método para determinar os deslocamentos de um sistema linear elástico baseado em derivadas parciais da energia de deformação.
O conceito básico pode ser facilmente entendido, observando que uma mudança em energia é igual à força causadora multiplicada pelo deslocamento (pela equivalência trabalho/energia) resultante. Portanto, a força causadora é igual à mudança de energia dividida pelo deslocamento resultante. Alternativamente, o deslocamento resultante é igual à mudança de energia dividida pela força causadora. As derivadas parciais são necessárias para relacionar as forças causadoras e o deslocamento resultante com a mudança de energia.

## Primeiro teorema de Castigliano
Aplicável para forças em uma estrutura elástica. O método de Castigliano para calcular forças é uma aplicação de seu primeiro teorema, que estabelece:
Se a energia de deformação de uma estrutura elástica pode ser expressa como uma função do deslocamento generalizado qi, então a derivada parcial da energia de deformação em relação ao deslocamento generalizado fornece a força generalizada Qi.
Na forma de uma equação,
{\displaystyle Q_{i}={\frac {\partial \mathbf {U} }{\partial q_{i}}}}
sendo U a energia de deformação.

## Segundo teorema de Castigliano
Aplicável para deslocamentos em uma estrutura elástica linear. O método de Castigliano para calcular deslocamentos é uma aplicação de seu segundo teorema, que estabelece:
Se a energia de deformação de uma estrutura linear elástica pode ser expressa como uma função da força generalizada Qi, então a derivada parcial de energia de deformação em relação à força generalizada fornece o deslocamento generalizado qi na direção de Qi.
Na forma de uma equação,
{\displaystyle q_{i}={\frac {\partial \mathbf {U} }{\partial Q_{i}}}.}

## Exemplo
Para uma viga de Euler-Bernoulli engastada com uma carga P na extremidade livre, o deslocamento {\displaystyle \delta } na extremidade livre pode ser determinado pelo segundo teorema de Castigliano:
{\displaystyle \delta ={\frac {\partial \mathbf {U} }{\partial P}}}
{\displaystyle \delta ={\frac {\partial }{\partial P}}\int _{0}^{L}{{\frac {[M(x)]^{2}}{2EI}}dx}={\frac {\partial }{\partial P}}\int _{0}^{L}{{\frac {[Px]^{2}}{2EI}}dx}}
sendo E o módulo de elasticidade, I o momento de inércia da seção transversal e M(x)=P.x a expressão do momento interno na distância x do ponto de engaste da viga. Portanto,
{\displaystyle =\int _{0}^{L}{{\frac {Px^{2}}{EI}}dx}}
{\displaystyle ={\frac {PL^{3}}{3EI}}.}
Este resultado é exatamente a expressão conhecida para o deslocamento máximo de uma viga engastado com uma carga concentrada em sua extremidade livre.